# Funny People
Pour plus de détails, voir Fiche technique et Distribution.
Funny People ou Drôle de monde au Québec est un film américain réalisé par Judd Apatow et sorti en 2009.

## Synopsis
Ancien comédien de stand-up, George Simmons est aujourd'hui un acteur à succès à Hollywood, vedette de comédies populaires souvent un peu « faciles ». Cet homme égocentrique et solitaire vit séparé de sa famille, par choix. Il apprend alors qu'il est atteint d'une leucémie aigüe myéloïde et que le traitement adapté lui laisse 8 % de probabilités de guérison. En dépression, il regarde de vieilles cassettes de l'époque où il faisait du stand-up. Il décide de retourner sur scène, le lieu qui l'avait révélé. Un jour où il se produit dans une salle de spectacle, il rencontre Ira Wright, humoriste en herbe qui rêve de quitter son emploi, et devient le mentor de ce jeune homme qui vit avec deux colocataires : Leo, apprenti comédien qui court après les cachets et Mark, lui aussi comédien, qui vient de décrocher un rôle dans une sitcom intitulée Yo Teach...!.
Ira est obligé de suivre et tire quelques rires moqueurs de la morbidité de George, qui lui demande d'écrire des blagues pour lui pour un événement d'entreprise MySpace. L'événement se passe bien et George embauche Ira en tant qu'assistant, informant Ira de son état, qui lui se soucie du traitement. Finalement, Ira tombe en panne d'inspiration, George décide de tenir son entourage au courant de son pronostic. Alors qu'il décide de révéler la vérité à ses proches, George reçoit la visite de son ex-petite amie, Laura, qu'il a beaucoup trompée avec d'autres femmes. Cette dernière dit à son ancien amour que son époux, Clarke, avec qui elle a eu deux enfants, la trompe elle aussi pendant qu'il est en voyage d'affaires. Elle regrette de quitter George et se réconcilie avec lui.
Mais quand George voit son médecin et apprend que le médicament adapté à sa leucémie a fait de l'effet, n'ayant plus aucune trace de la maladie, mais pourrait refaire surface. Ira est heureux, mais George n'est pas sûr de quoi faire de sa vie. Il décide de repartir à zéro et part avec Ira rendre visite à Laura. Profitant de l'absence de Clarke, parti en voyage d'affaires en Chine, George la séduit à nouveau. Mais Clarke débarque à l'improviste et propose à George et Ira de dormir chez eux la nuit avant de reprendre la route le lendemain. Mais une gaffe d'Ira fait comprendre à Clarke qu'on se joue de lui, qui décide de repartir en Chine. Laura décide d'aller voir Clarke à l'aéroport pour lui dire qu'elle le quitte pour George, mais Ira, se sentant mal à propos de cette situation, décide de la rejoindre pour l'en empêcher. Toutefois, Clarke s'excuse auprès de son épouse et lui promet d'être plus présent pour elle et leurs enfants. Laura, réalisant que George ne changera jamais, pardonne à son mari, qui remarque la présence d'Ira, ce qui le met en colère.
Rentrant chez lui, suivi de Laura et Ira, Clarke se bagarre avec George, avant de comprendre qu'il doit changer. George renvoie Ira, après s'être également battu avec lui. Ira retourne à son emploi et finit par se mettre en couple avec Daisy, une jeune comique dont il s'est épris. George, apaisé, retrouve Ira afin de lui présenter des sketchs et se réconcilie avec lui.

## Fiche technique
Sauf indication contraire, les informations mentionnées dans cette section peuvent être confirmées par la base de données cinématographiques IMDb,  présente dans la section « Liens externes ».
- Titre original et français : Funny People
- Titre québécois : Drôle de monde
- Réalisation et scénario : Judd Apatow
- Musique : Michael Andrews et Jason Schwartzman
- Photographie : Janusz Kaminski
- Montage : Craig Alpert et Brent White
- Distribution des rôles : Allison Jones (en)
- Direction artistique : James F. Truesdale
- Décors : Jefferson Sage
  - Décorateur de plateau : Leslie A. Pope
- Costumes : Betsy Heimann et Nancy Steiner
- Production : Judd Apatow, Barry Mendel et Clayton Townsend (en)
  - Coproduction : Andrew J. Cohen (en) et Brendan O'Brien
- Sociétés de production : Universal Pictures, Columbia Pictures, Relativity Media, Apatow Productions et Madison 23
- Distribution : Universal Pictures
- Format : Couleur – 35 mm – 1,85:1 — Son DTS, Dolby Digital et SDDS
- Budget : 75 millions de USD
- Pays de production :  États-Unis
- Langue originale : anglais
- Genre : comédie dramatique
- Durée : 145 minutes (version cinéma) • 153 minutes (version non censurée)
- Dates de sortie[1] :
  - États-Unis et Canada : 31 juillet 2009
  - France : 7 octobre 2009

## Distribution
- Adam Sandler (VF : Serge Faliu ; VQ : Alain Zouvi) : George Simmons
- Seth Rogen (VF : Xavier Fagnon ; VQ : Tristan Harvey) : Ira Wright
- Leslie Mann (VF : Marie Donnio ; VQ : Viviane Pacal) : Laura
- Eric Bana (VF : Bruno Choël ; VQ : Jean-François Beaupré) : Clarke
- Jonah Hill (VF : Guillaume Bouchède ; VQ : Olivier Visentin) : Leo Koenig
- Jason Schwartzman (VF : Jean-Christophe Dollé ; VQ : Hugolin Chevrette-Landesque) : Mark Taylor Jackson
- Maude Apatow (VF : Lou Lévy) : Mable
- Iris Apatow (VF : Ambre Foubert) : Ingrid
- RZA (VF : Frantz Confiac) : Chuck
- Aziz Ansari : Randy
- Torsten Voges : Dr Lars
- Allan Wasserman : Dr Stevens
- Aubrey Plaza (VF : Julia Vaidis-Bogard) : Daisy Danby
- Nicole Parker : Dawn
- Nydia McFadden : Mandy
- Nicol Paone : Lisa, la sœur de George
- Maggie Siff : Rachel
- Wayne Federman : le manager de Comedy and Magic
- Mike O'Connell : MySpace Escort
- George Coe : le père de George
- Bryan Batt : l'agent de George
- Carla Gallo : Miss Pruitt dans Yo Teach…!
- Carlos Andrade : Gardener
- Steve Bannos : manager Deli
- Justin Long : le mec de Re-Do

Des personnalités apparaissent à l'écran dans leur propre rôle :
- James Taylor
- Andy Dick
- Charles Fleischer
- Paul Reiser
- Mark Schiff
- George Wallace
- Norm MacDonald
- Sarah Silverman (VF : Stéphanie Hédin)
- Eminem
- Ray Romano
- Tom Anderson
- Orny Adams

Sources et légende : Version française (VF) sur Voxofilm et selon le carton du doublage français sur le DVD zone 2; Version québécoise (VQ) sur Doublage.qc.ca.

## Production

### Genèse et développement
Judd Apatow voulait depuis quelque temps faire un film sur un comédien stand-up inspiré par sa propre expérience, notamment lorsqu'il travaillait pour Garry Shandling puis au Improv Comedy Club de Los Angeles. Il imagine son ancien colocataire Adam Sandler dans le rôle principal, après avoir notamment apprécié sa prestation dans À cœur ouvert (2007),,. L'origine du film remonte à l'époque du séisme de 1994 à Northridge :

« Lors du tremblement de terre qui secoua la Californie du Sud en 1994, la cheminée de ma maison s'est détachée, a traversée le toit et a atterrit dans la chambre à coucher. Je ne dois la vie sauve qu'au fait que j'étais alors en train de repeindre la façade. Durant trois jours – pas un de plus -, j'ai vraiment apprécié ce miracle et savouré ma vie. Le film repose sur cette idée : quelle leçon pouvons-nous tirer d'une telle expérience, qui nous servirait dans notre nouvelle vie ? [...] Ces dernières années, j'ai vu dans mon entourage des gens gravement malades lutter pour s'en sortir et s'interroger sur leur mode de vie passé. »

### Choix des interprètes
Adam Sandler a refusé le rôle de Donny Donowitz dans Inglourious Basterds (2009) de Quentin Tarantino pour se rendre disponible pour ce film. Il est très proche de Judd Apatow, qu'il connaissait depuis des années.
Comme dans plusieurs de ses films, Judd Apatow dirige sa femme Leslie Mann et leurs filles Maude et Iris.
La scène incluant le caméo de James Taylor avait initialement été imaginée avec Bruce Springsteen.
Pour le rôle de Mark, Judd Apatow songe à Bill Hader, rôle qui revient finalement à Jason Schwartzman. Ce dernier officie également comme compositeur de la musique de Funny People.

### Tournage
Le tournage a lieu à Los Angeles (Observatoire Griffith, aéroport international) et dans plusieurs villes de Californie : Paramount, Sausalito ainsi qu'à l'aéroport international de San Francisco.

## Accueil

### Accueil critique
Dans les pays anglophones, Funny People reçoit un accueil critique favorable, obtenant 68 % d'avis positifs sur le site Rotten Tomatoes, basé sur 225 commentaires collectés et une note moyenne de 6.4⁄10, qui note dans son consensus qu'il s'agit du « film le plus mature d'Apatow à ce jour» et un score de 60⁄100 sur le site Metacritic, basé sur 36 commentaires collectés.
En France, il reçoit un accueil favorable avec une moyenne de 3,1⁄5 sur le site AlloCiné, basé sur 25 commentaires collectés.

### Box-office
Sorti aux États-Unis dans 3,008 salles, Funny People prend la tête du box-office avec 22 657 780 $ de recettes pour son premier week-end à l'affiche et 32 551 320 $ de recettes en première semaine. Mais au fil des semaines, le long-métrage fait une sévère chute au box-office pour finir avec un total de 51 855 045 $ de recettes au box-office américain après sept semaines à l'affiche, ce qui est considéré comme un échec commercial, au vu du budget de production, qui était de 75 millions. À l'étranger, le film ne parvient à compenser l'échec américain, en ne rapportant que 20 025 260 $ de recettes, soit un cumul de 71 880 305 $ de recettes au box-office mondial .
En France, Funny People ne totalise que 48 196 entrées.

## Distinctions
Le film fut nommé deux fois au Teen Choice Awards en 2009 : 
- Meilleur acteur d'un film d'été pour Adam Sandler
- Meilleure comédie de l'été

## DVD
Funny People est sorti en DVD en France le 25 mai 2010 dans une Edition collector 2 DVD,. Le premier DVD contient le film, les commentaires audio de Judd Apatow, Adam Sandler et de Seth Rogen et un bêtisier. Le second DVD contient des scènes coupées, des scènes alternatives et versions longues, un bêtisier, « Répliques à gogo », deux documentaires, trois featurettes concernant la musique, trois archives, trois courts-métrages des films de George Simmons, un coup de fil bidon de 1990 et un épisode et les coulisses de tournage de Yo Prof!.

## Clins d'œil
Le film débute par une séquence filmée en 1989 alors que Judd Apatow et Adam Sandler étaient colocataires et aspiraient à une carrière humoristique.
Les prénoms des personnages de George (Adam Sandler) et Ira (Seth Rogen) sont une référence aux frères George Gershwin et Ira Gershwin.